# Walser in Liechtenstein
Die Gemeinde Triesenberg in Liechtenstein wurde um 1300 von offensichtlich aus dem Prättigau oder Davos stammenden Walsern besiedelt. Diese Herkunft ist für das Selbstverständnis vieler Triesenberger bis in die heutige Zeit wichtig.

## Besiedlung

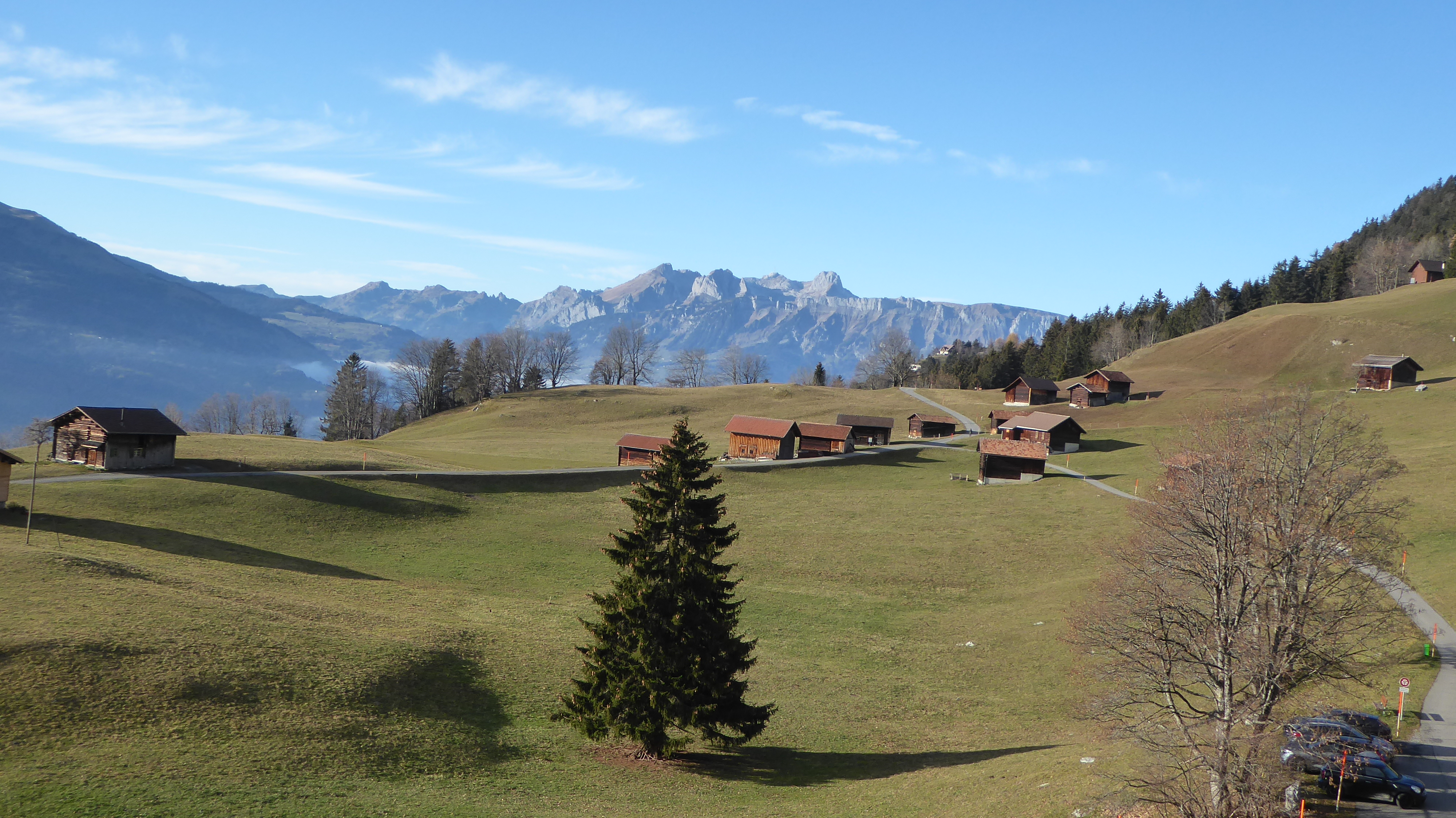
Gnalp oberhalb von Triesenberg

Die alemannischstämmigen Walser besiedelten im 12. und 13. Jahrhundert vom Oberwallis ausgehend Gebiete im damals romanischsprachigen Alpenraum. Während des 14. Jahrhunderts emigrierten sie von den Erstkolonien aus in sekundären Schüben weiter. 
Der Beginn der Walser-Kolonisation im heutigen Liechtensteiner Oberland wird um 1300 vermutet. Die Walser-Siedlungen
Parmezg,
Guflina,
Gnalp und Masescha auf Triesenberg wurden 1355 in einem Schiedsspruch urkundlich erwähnt. 1363 ist die Anwesenheit von Walsern auf Saroja oberhalb von Planken nachgewiesen. Die sprachliche Verwandtschaft mit der Stammkolonie in Davos und den Walser-Siedlungen im Prättigau lässt darauf schliessen, dass die Besiedlung von dort aus erfolgte. Bei der Ansiedlung und Gewährung von Kolonistenprivilegien wird eine aktive Rolle der Grafen von Werdenberg-Sargans vermutet. Im Verlaufe der Zeit verloren die Walser ihre bevorzugte Rechtsstellung. Nach 1600 waren sie den übrigen Untertanen gleichgestellt.

## Eigenarten

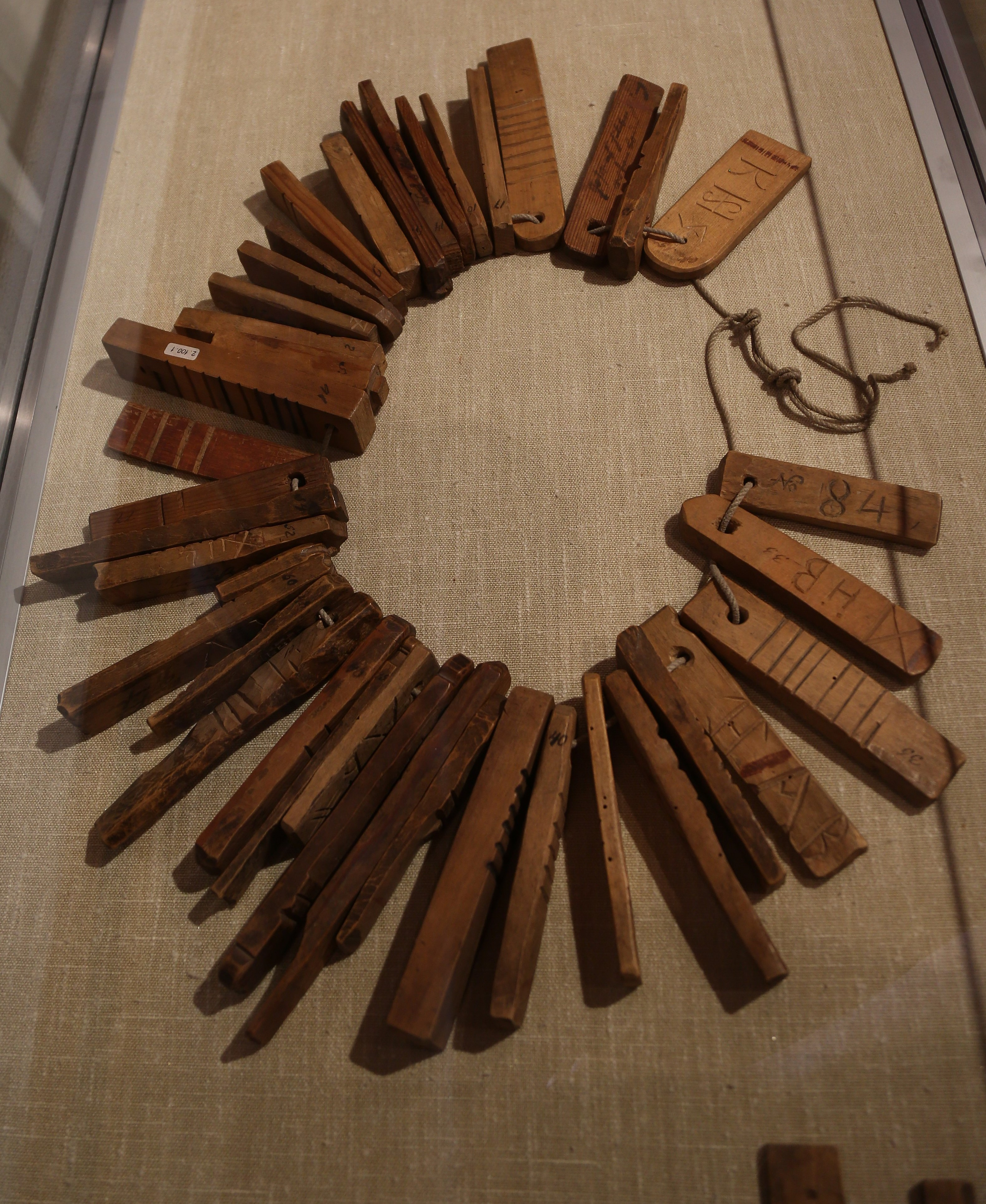
Erhalten haben sich in Triesenberg die als «Beigla» bezeichneten Alprechtshölzer.

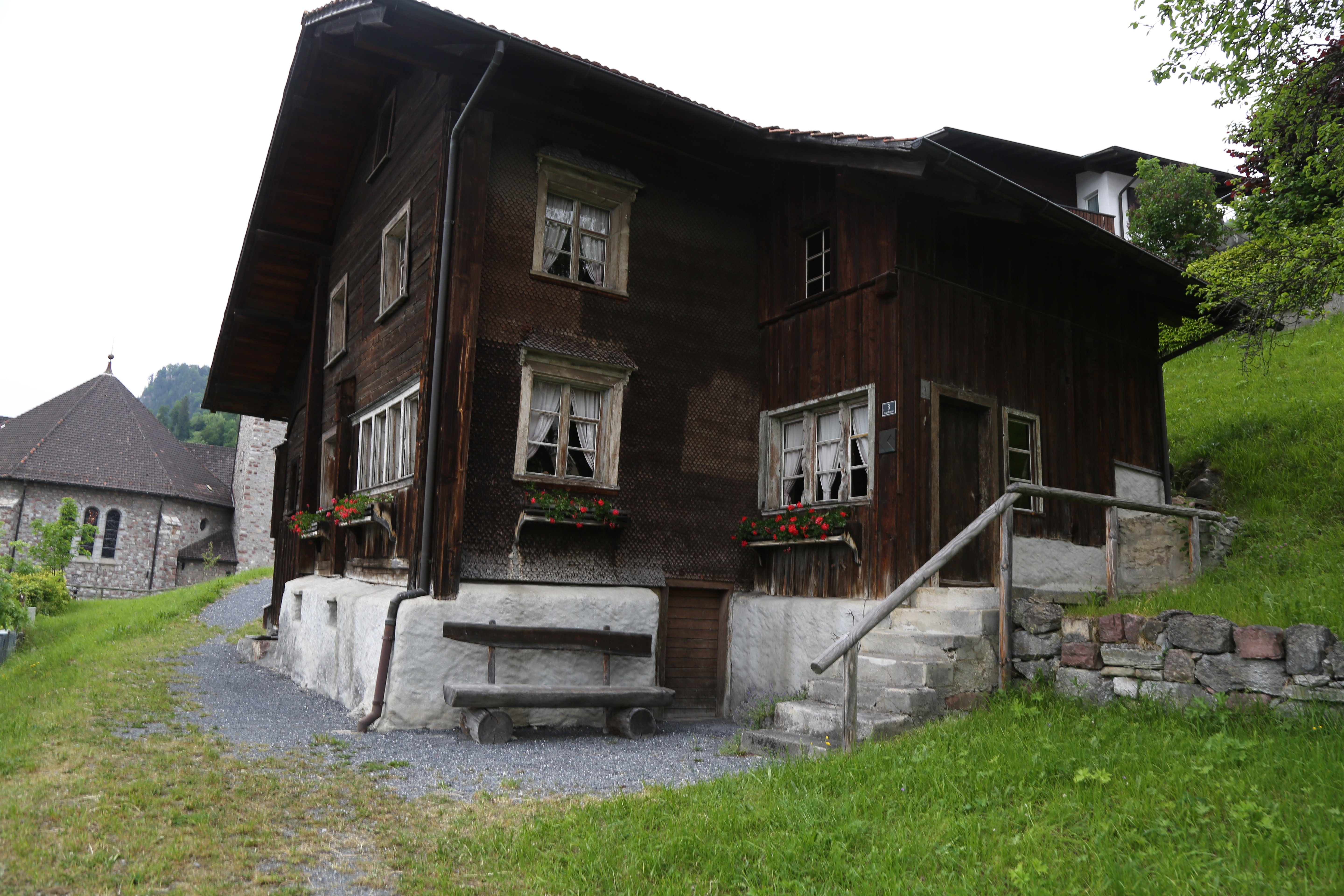
Das gestrickte Haus im «Hag», Triesenberg, wird als «Walserhaus» bezeichnet

Auffälligstes Merkmal der Walser ist ihre Sprache, in der sich bis heute manche Eigenarten der höchstalemannischen Mundart, die in Verbindung mit dem Wallis steht, erhalten hat. In Triesenberg wird ein deutlich von den anderen liechtensteinischen Mundarten unterscheidbarer Walserdialekt gesprochen. Typisch ist der walserische sch-Laut in palataler Umgebung (böösch «böse»), das walserische Diminutiv auf -elti (Öpfelti «Äpfelchen»), das flektierte prädikative Adjektiv (der Ofa ischd chaalta «der Ofen ist kalt») sowie der Umlaut beim flektierten Adjektiv im femininen Singular und Neutrum Plural (lämi Chua «lahme Kuh»; d Meiti sin chrängi «die Mädchen sind krank»).
«Die geheimnisvollen ‹fremden› Menschen mit der sonderbaren Sprache, dem Walserdeutsch, haben nicht nur die Menschen der damaligen Zeit beschäftigt, sondern auch unzählige Autoren bis in die jüngste Zeit. Über die Walser (…) ist viel geschrieben worden, manchmal auch allzu verklärendes.»
Es gibt kein Walserhaus, das man in allen Kolonien antreffen kann. Der Hausbau ist aus dem viehwirtschaftlichen Bauernbetrieb und den Bedingungen der Umwelt zu erklären. Die Walser richteten ihre Existenz bis in die Mitte des 20. Jahrhunderts auf eine bergbäuerliche Viehwirtschaft aus. Die bis 1888 in Triesenberg übliche, dann durch rentablere Genossenschaftsbetriebe ersetzte private Einzelsennerei gilt als typisch walserisch.

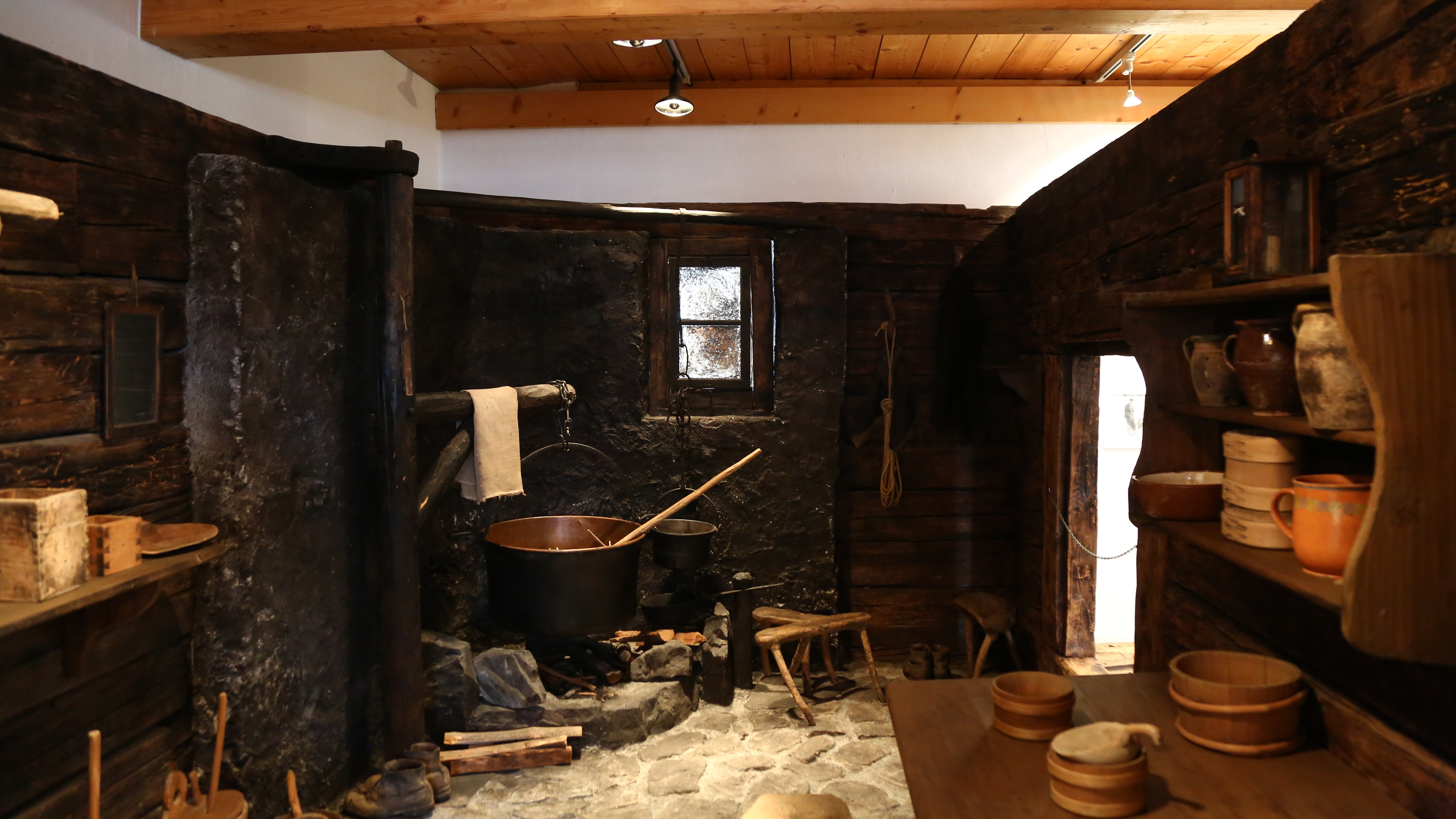
Nachbildung einer Maiensässhütte im Walsermuseum Triesenberg

Das gemeinwalserische Brauchtum ist spärlich. Gemeinsam ist den Walsern die Verehrung des heiligen Theodul, z. B. in der Kapelle St. Theodul auf Masescha. Was die Walser heute in den verschiedenen Gebieten zusammenhält, ist das Bewusstsein der gemeinsamen Herkunft und Sprache. Das internationale Walser-Treffen fand 1965, 1980 und 2010 in Triesenberg statt.